# Conidiobolus heterosporus
Conidiobolus heterosporus är en svampart som beskrevs av Drechsler 1953. Conidiobolus heterosporus ingår i släktet Conidiobolus och familjen Ancylistaceae.   Inga underarter finns listade i Catalogue of Life.